# Comuna Gračac, Zadar
Gračac (sârbă Грачац) este o comună în cantonul Zadar, Croația, având o populație de 4.690 de locuitori (2011).

## Demografie
Componența etnică a comunei Gračac
     Croați (53,9%)
     Sârbi (45,16%)
     Necunoscut (0,21%)
     Neclasificat (0,58%)
Componența confesională a comunei Gračac
     Catolici (53,05%)
     Ortodocși (44,24%)
     Fără religie și atei (1,43%)
     Necunoscută (0,7%)
     Alte religii (0,58%)
Conform recensământului din 2011, comuna Gračac avea 4.690 de locuitori. Din punct de vedere etnic, majoritatea locuitorilor (53,9%) erau croați, cu o minoritate de sârbi (45,16%). Apartenența etnică nu este cunoscută în cazul a 0,21% din locuitori. Din punct de vedere confesional, majoritatea locuitorilor (53,05%) erau catolici, existând și minorități de ortodocși (44,24%) și persoane fără religie și atei (1,43%). Pentru 0,7% din locuitori nu este cunoscută apartenența confesională.